# Suffering Hour (Band)
Suffering Hour ist eine US-amerikanische progressive Death- und Thrash-Metal-Band aus Minneapolis, Minnesota, die ca. 2009 unter dem Namen Compassion Dies gegründet wurde.

## Geschichte
Die Band wurde ca. 2009 unter dem Namen Compassion Dies gegründet, wobei der Bandname dem Songtext eines Liedes, das auf dem Anacrusis-Album Reason enthalten ist, entnommen worden war. Während die Band versuchte eine Live-Besetzung zu formen, veränderte sich die Besetzung: Seit 2011 besteht sie aus dem Bassisten und Sänger Dylan „DgS“ Haseltine, dem Schlagzeuger und Sänger Jason „IsN“ Oberuc und dem Gitarristen und Sänger Josh „YhA“ Raiken. Nachdem die schon Live-Erfahrung sammelnde Band ihren Namen in Suffering Hour umgeändert hatte, wurde 2014 die EP Foreseeing Exemptions to a Dismal Beyond veröffentlicht. Der Bandname bezieht sich auf das gleichnamige Anacrusis-Debütalbum. Die Umbenennung begründete die Band mit einem veränderten Stil ihrer Musik. Durch die EP und durch einen Freund Oberucs, Ula Gehret, wurde das Label Blood Harvest Records auf die Band aufmerksam, worüber im Mai 2017 das Debütalbum In Passing Ascension erschien. Das Album war in einem Zeitraum von acht Monaten bis einem Jahr geschrieben, innerhalb von sechs Monaten aufgenommen und innerhalb von weiteren vier Monaten abgemischt worden.

## Stil
Laut Kevin Stewart-Panko von decibelmagazine.com ist auf Foreseeing Exemptions to a Dismal Beyond eine progressive Mischung aus Thrash- und Death-Metal enthalten, ehe man sich auf dem Debütalbum einer Mischung aus Black- und Death-Metal zugewandt habe. Sebastian Schilling vom Rock Hard wurde In Passing Ascension mit "progressivem und doch zugänglichem Death Metal im Old-School-Soundgewand" versehen. Die Musik des Albums beschrieb er als eine Mischung aus Deathspell Omega, Inquisition und frühem, Thrash-Metal-lastigem Death Metal, wobei Haseltine im Interview mit ihm als passend empfand. Als Einflüsse würden sowohl moderne als auch frühe Death-Metal-Bands gelten, wobei man versuche "Black-Metal-Einflüsse in ein düsteres Death-Metal-Gewand zu kleiden". Schilling stellte außerdem fest, dass die Gruppe seit der Namensänderung düsterer und boshafter klingt. Laut Oberuc tritt die Band mit Corpsepaint auf. Haseltine fügte außerdem hinzu, dass die Gruppe sich nicht an okkulten Themen orientiert, sondern eine Vielzahl von Themen und Emotionen verarbeite, "die metaphorisch allerdings so gestaltet sind, dass sie das Gesamtbild unterstützen". Eine Ausgabe zuvor hatte Schilling In Passing Ascension rezensiert. Zwar erinnere das Album von der Tonalität an Death-Metal-Bands wie Immolation und Deathspell Omega, jedoch seien die Riffs Death-Metal-untypisch, vielmehr Raikens Spiel "in sich gekehrter". Man vermeide nachvollziehbare Liedstrukturen und Wiederholungen, jedoch hege man nicht den Anspruch den Hörer irritieren oder provozieren zu wollen. Das Schlagzeug halte sich eher im Hintergrund. Stephan Möller von Metal.de rezensierte das Album ebenfalls und bezeichnete die Musik als disharmonische Mischung aus Black- und Death-Metal. Zudem könne man sie als Mix aus Sulphur Aeon und Bölzer sowie isländischen Black-Metal-Bands wie Svartidauði und Sinmara bezeichnen. Das Album lade ein, sich in dieses hineinfallen zu lassen und sich von der Band "in die in Anlehnung an Lovecraft besungenen zeitlosen, arkanen, obskuren Äonen und Dimensionen" mitnehmen zu lassen.

## Diskografie
als Compassion Dies
- 2012: Pre-Production Sampler Demo (Demo, Eigenveröffentlichung)
- 2012: Cybernetic World (Demo, Eigenveröffentlichung)

als Suffering Hour
- 2014: Foreseeing Exemptions to a Dismal Beyond (EP, Tridroid Records)
- 2017: In Passing Ascension (Album, Blood Harvest Records)